# Horst Simanowski
Horst Simanowski (* 11. Januar 1919 in Berlin; † 9. Juli 1994 ebenda) war ein deutscher Politiker (SPD).
Horst Simanowski besuchte ein Gymnasium und schloss dort mit der Obersekundareife ab. Er machte eine Lehre als Feinmechaniker. Nach dem Zweiten Weltkrieg trat er 1945 der SPD bei. Er wurde Ingenieur und arbeitete als technischer Leiter eines Unternehmens, dort war er auch Vorsitzender des Betriebsrats. Bei der Berliner Wahl 1948 wurde Simanowski in die Stadtverordnetenversammlung von Groß-Berlin gewählt, gleichzeitig wurde er Angestellter einer Verwaltung. Nach der folgenden Wahl 1950 wurde er zum Bezirksstadtrat für Jugend im Bezirk Kreuzberg gewählt. Da Margarete Berger Bundestagsabgeordnete wurde, rückte Simanowski im Oktober 1953 in das Abgeordnetenhaus von Berlin nach. Doch gut zwei Monate später schied er aus dem Parlament wieder aus, da er noch immer Bezirksstadtrat war, sein Nachrücker wurde daraufhin Herbert Ohning. Später wurde Simanowski Referent in der Senatsverwaltung für Jugend. Nach der Wahl 1971 wurde er erneut zum Bezirksstadtrat für Jugend gewählt, aber nun im Bezirk Neukölln, 1975 schied er aus.